# Lista fusurilor orare

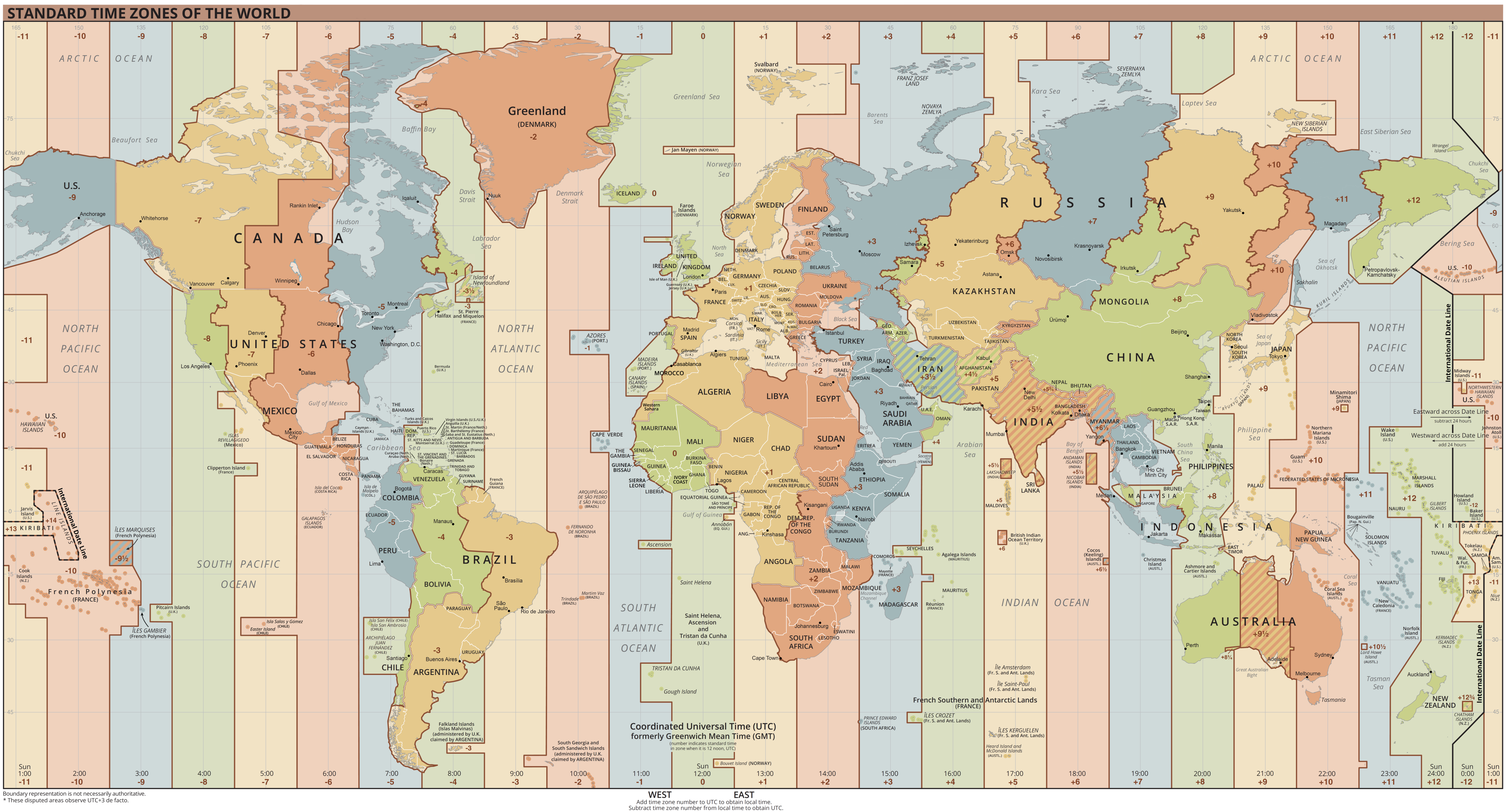
Fusurile orare standard valabile în 2024

Lista fusurilor orare prezintă decalajul orar față de Ora universală coordonată, respectiv diferența în ore și minute față de UTC, de la cea mai vestică (UTC−12:00) la cea mai estică (UTC+14:00), incluzând țările și regiunile care le respectă ca oră standard sau pe tot parcursul anului, fără să adopte o trecere la ora de vară. Lista include state suverane și teritorii dependente bazate pe standardul ISO 3166-1 al Organizației Internaționale de Standardizare. 
Lista prezintă fusurile orare standard curente ale diferitelor țări, teritorii și regiuni. Informații despre ora de vară sau modificările istorice ale decalajelor orare pot fi găsite în paginile individuale (de exemplu, UTC+01:00) sau în articolele specifice țării (de exemplu, Ora în Statele Unite ale Americii). Locurile care au adoptat trecerea la ora de vară (Daylight Saving Time – DST) în perioada verii sunt enumerate o singură dată, luându-se în considerare ora de iarnă, cunoscută ca „oră standard”. 
Unele țări și regiuni au adoptat fusuri orare neobișnuite, multe dintre acestea fiind în trepte de o jumătate de oră, diferite de decalajul de o oră care este de obicei utilizat, precum în India, Sri Lanka, Afghanistan, Iran, Myanmar, Newfoundland, regiuni din Australia, Venezuela, Nepal, insulele Chatham din Noua Zeelandă și Marquises din Polinezia Franceză. Există și numeroase cazuri de adoptare neoficială a unui fus orar (și/sau a orei de vară) diferit de cel standard, în zonele din apropierea granițelor, de obicei din motive economice. 
În titlurile secțiunilor paginii, litera de după fusul orar UTC este cea folosită în fusul orar nautic, cu care fusul orar UTC se suprapune cel puțin parțial. Ora nautică împarte strict globul în secțiuni de 15°, în timp ce decalajele UTC pot varia, de exemplu, în funcție de granițele politice. Semnele «†» și «*» indică utilizarea unei litere a fusului orar nautic în afara definiției geografice standard a unui fus orar, respectiv zone care au un decalaj de un sfert de oră, jumătate de oră sau trei sferturi de oră și zone care au un decalaj mai mare de 12 ore.
Anumite zone care se află la nord/sud una față de cealaltă, în mijlocul Oceanului Pacific, diferă cu 24 de ore în timp, având aceeași oră a zilei, dar date care sunt la o zi distanță între ele. Cele două fusuri orare extreme de pe Pământ, ambele situate în mijlocul Oceanului Pacific, diferă cu 26 de ore.
În lista următoare, doar entitățile marcate cu caractere aldine reprezintă zonele care au adoptat fusul orar din secțiunea respectivă, locurile nemarcate sunt menite exclusiv să indice diviziunile administrative de bază ale zonei marcate. De exemplu, în secțiunea UTC−12:00, caracterele aldine folosite pentru Insula Baker și Insula Howland indică faptul că acestea respectă fusul orar specificat, iar  Statele Unite și Insulele Minore Îndepărtate ale Statelor Unite reprezintă țara și diviziunea administrativă din care acestea fac parte, fără a însemna că acestea din urmă respectă fusul orar respectiv pe întregul teritoriu.

## UTC−12:00, Y
- Statele Unite
  - Insulele Minore Îndepărtate ale Statelor Unite
    - Insula Baker[2]
    - Insula Howland[3]

## UTC−11:00, X
- Noua Zeelandă
  - Niue
- Statele Unite
  - Insulele Minore Îndepărtate ale Statelor Unite
    - Atolul Midway[4]
    - Atolul Palmyra
    - Insula Jarvis
    - Reciful Kingman

  - Samoa Americană

## UTC−10:00, W
Orașe importante: Honolulu
- Franța
  - Polinezia Franceză, exceptând Insulele Marquises și Insulele Gambier
- Noua Zeelandă
  - Insulele Cook
- Statele Unite (Hawaii–Aleutian Time Zone)
  - Alaska
    - Insulele Aleutine, la vest de 169°30′V[5][6]

  - Hawaii[7]
  - Insulele Minore Îndepărtate ale Statelor Unite
    - Atolul Johnston

## UTC−09:30, V†
- Franța
  - Polinezia Franceză
    - Insulele Marquises[8]

## UTC−09:00, V
Orașe importante: Anchorage
- Franța
  - Polinezia Franceză
    - Insulele Gambier[9]
- Statele Unite (Alaska Time Zone)
  - Alaska, exceptând Insulele Aleutine, la vest de 169°30′V[6]

## UTC−08:00, U
Orașe importante: Los Angeles, Vancouver, Tijuana
- Canada (Pacific Time Zone)[10]
  - Columbia Britanică, exceptând Northern Rockies Regional Municipality, Peace River Regional District și comunitățile sud-estice din Cranbrook, Golden și Invermere[11]
- Franța[12]
  - Insula Clipperton
- Mexic
  - Baja California[13]
- Regatul Unit
  - Insulele Pitcairn
- Statele Unite (Pacific Time Zone)[14]
  - California
  - Idaho[15]
    - Comitatele nordice Benewah, Bonner, Boundary, Clearwater, Idaho, Kootenai, Latah, Lewis, Nez Perce și Shoshone

  - Nevada, exceptând West Wendover
  - Oregon, exceptând comitatul Malheur dar incluzând o zonă situată la sud de comitatul Malheur
  - Washington

## UTC−07:00, T
Orașe importante: Denver, Calgary, Ciudad Juárez
- Canada (Mountain Time Zone)[16]
  - Alberta
  - Columbia Britanică[17]
    - Comunitățile sud-estice din Cranbrook, Golden și Invermere
    - Northern Rockies Regional Municipality
    - Peace River Regional District

  - Nunavut[18]
    - Regiunea Kitikmeot și toată zona situată la vest de meridianul 102°V

  - Saskatchewan
    - Lloydminster

  - Teritoriile de Nord-Vest
  - Yukon
- Mexic
  - Statele Baja California Sur, Chihuahua, Nayarit, Sinaloa și Sonora[13]

- Statele Unite (Mountain Time Zone)[14]
  - Arizona
  - Colorado
  - Idaho[15], exceptând comitatele nordice Benewah, Bonner, Boundary, Clearwater, Idaho, Kootenai, Latah, Lewis, Nez Perce și Shoshone
  - Kansas
    - Comitatele vestice Greeley, Hamilton, Sherman și Wallace

  - Montana
  - Nebraska
    - Comitatele vestice Cherry (partea de vest), Arthur, Banner, Box Butte, Cheyenne, Dawes, Deuel, Garden, Grant, Hooker, Keith, Kimball, Morrill, Perkins, Scotts Bluff, Sheridan, Sioux, Chase și Dundy

  - Nevada
    - West Wendover

  - New Mexico
  - North Dakota
    - Comitatele sud-vestice Adams, Billings, Bowman, Dunn (partea sudică), Golden Valley, Grant, Hettinger, McKenzie (partea sudică), Sioux (la vest de ND Route 31), Slope și Stark

  - Oregon
    - Comitatul Malheur, exceptând o mică zonă situată la sud

  - South Dakota
    - Comitatele vestice Butte, Corson, Custer, Dewey, Fall River, Haakon, Harding, Lawrence, Meade, Pennington, Perkins, Oglala Lakota, Stanley (partea vestică), Ziebach, Jackson și Bennett

  - Texas
    - Comitatele vestice Culberson (partea nord-vestică), El Paso și Hudspeth

  - Utah
  - Wyoming

## UTC−06:00, S
Orașe importante: Mexico City, Chicago, Guatemala City, Tegucigalpa, Winnipeg, San José, San Salvador
- Belize[19]
- Canada (Central Time Zone)
  - Manitoba
  - Nunavut[18], zona dintre meridianele 85°V și 102°V, exceptând Insula Southampton și insulele adiacente și Regiunea Kitikmeot
  - Ontario, la vest de meridianul 90°V[20]
  - Saskatchewan, exceptând Lloydminster
- Chile
  - Insula Paștelui[19][21]
- Costa Rica[19]
- Ecuador
  - Insulele Galápagos[19]
- El Salvador[19]
- Guatemala[22]
- Honduras[19]
- Mexic, exceptând Baja California, Baja California Sur, Chihuahua, Nayarit, Quintana Roo, Sinaloa și Sonora[13]
- Nicaragua[19]
- Statele Unite (Central Time Zone)
  - Alabama
  - Arkansas
  - Florida
    - Comitatele Bay, Calhoun, Escambia, Holmes, Jackson, Okaloosa, Santa Rosa, Walton, Washington și partea nordică a comitatului Gulf[14]

  - Illinois
  - Indiana[23]
    - Comitatele nord-vestice Jasper, Lake, LaPorte, Newton, Porter și Starke
    - Comitatele sud-vestice Gibson, Perry, Posey, Spencer, Vanderburgh și Warrick

  - Iowa
  - Kansas[14], exceptând comitatele Greeley, Hamilton, Sherman și Wallace
  - Kentucky
    - Comitatele Breckinridge, Grayson, Hart, Green, Adair, Russell, Clinton și toate comitatele situate la vest de acestea[14][24]

  - Louisiana
  - Michigan[25]
    - Comitatele vestice Dickinson, Gogebic, Iron și Menominee

  - Minnesota
  - Mississippi
  - Missouri
  - Nebraska[14], exceptând comitatele vestice Cherry (partea vestică), Hooker, Arthur, Banner, Box Butte, Cheyenne, Dawes, Deuel, Garden, Grant, Hooker, Keith, Kimball, Morrill, Perkins, Scotts Bluff, Sheridan, Sioux, Chase și Dundy
  - North Dakota, exceptând partea sud-vestică
  - Oklahoma
  - South Dakota[14], exceptând comitatele vestice Butte, Corson, Custer, Dewey, Fall River, Haakon, Harding, Lawrence, Meade, Pennington, Perkins, Oglala Lakota, Stanley (partea vestică), Ziebach, Jackson și Bennett
  - Tennessee, comitatele situate la vest de comitatele Scott, Morgan, Roane, Rhea și Hamilton[14][26]
  - Texas[14], excluzând comitatele vestice Culberson (partea nord-vestică), El Paso și Hudspeth
  - Wisconsin

## UTC−05:00, R
Orașe importante: New York, Toronto, Havana, Lima, Bogotá, Kingston, Quito
- Bahamas
- Brazilia[27]
  - Acre
  - Amazonas
    - 13 municipalități vestice situate între Tabatinga și Porto Acre
- Canada (Eastern Time Zone)
  - Nunavut[18] 
    - Zona situată la est de meridianul 85°V, Insula Southampton și insulele adiacente

  - Ontario
    - Zona situată la est de meridianul 90°V[20]

  - Quebec, exceptând extremitatea estică
- Columbia[19]
- Cuba
- Ecuador, exceptând Insulele Galápagos)[19]
- Haiti
- Jamaica
- Mexic
  - Quintana Roo[13]
- Panama[19]
- Peru[19]
- Regatul Unit
  - Insulele Cayman
  - Insulele Turks și Caicos
- Statele Unite (Eastern Time Zone)[14]
  - Delaware
  - District of Columbia
  - Florida, exceptând comitatele Bay, Calhoun, Escambia, Holmes, Jackson, Okaloosa, Santa Rosa, Walton, Washington și partea nordică a comitatului Gulf
  - Georgia
  - Indiana[23], exceptând comitatele nord-vestice Jasper, Lake, LaPorte, Newton, Porter, Starke și comitatele sud-vestice Gibson, Perry, Posey, Spencer, Vanderburgh și Warrick
  - Kentucky
    - Comitatele situate la est de comitatele Breckinridge, Grayson, Hart, Green, Adair, Russell și Clinton[14][24]

  - Maryland
  - Michigan[25], exceptând comitatele vestice Dickinson, Gogebic, Iron și Menominee
  - New England
    - Statele Connecticut, Massachusetts, Maine, New Hampshire, Rhode Island și Vermont[14]

  - New Jersey
  - New York
  - North Carolina
  - Ohio
  - Pennsylvania
  - South Carolina
  - Tennessee
    - Comitatele Scott, Morgan, Roane, Rhea, Meigs, Bradley și comitatele situate la est de acestea[14][26]

  - Virginia
  - West Virginia
  - Insulele Minore Îndepărtate ale Statelor Unite
    - Insula Navassa[28]

## UTC−04:00, Q
Orașe importante: Santiago, Santo Domingo, Manaus, Caracas, La Paz, Halifax
- Antigua și Barbuda[29]
- Barbados[29]
- Bolivia[29]
- Brazilia[30]
  - Statele Amazonas (exceptând extremitatea vestică), Mato Grosso, Mato Grosso do Sul, Rondônia și Roraima
- Canada (Atlantic Time Zone)
  - Insula Prințului Edward
  - New Brunswick
  - Newfoundland și Labrador
    - Labrador, exceptând zona dintre L'Anse-au-Clair și Norman Bay[31]

  - Nova Scotia
  - Quebec
    - Zona de la est de meridianul 63°V
- Chile, exceptând Insula Paștelui și Regiunea Magallanes și Antarctica Chiliană[19][21]
- Danemarca
  - Groenlanda[32]
    - Pituffik (Thule)
- Dominica[29]
- Franța[12]
  - Guadeloupe
  - Martinica
  - Saint Barthélemy
  - Saint Martin
- Grenada[29]
- Guyana[29]
- Regatul Țărilor de Jos
  - Aruba[29]
  - Curaçao[33]
  - Sint Maarten[33]
  - Țările de Jos
    - Bonaire[29]
    - Saba
    - Sint Eustatius[33]
- Regatul Unit
  - Anguilla[29]
  - Bermuda[33]
  - Insulele Virgine Britanice[29]
  - Montserrat[33]
- Republica Dominicană[29]
- Saint Kitts și Nevis[33]
- Sfânta Lucia[29]
- Sfântul Vicențiu și Grenadinele[33]
- Trinidad și Tobago[29]
- Statele Unite (Atlantic Time Zone)
  - Puerto Rico[29]
  - Insulele Virgine Americane[29]
- Venezuela[34]

## UTC−03:30, P†
Orașe importante: St. John's
- Canada (Newfoundland Time Zone)[31]
  - Newfoundland și Labrador
    - Labrador
      - Zona dintre L'Anse-au-Clair și Norman's Bay

    - Newfoundland

## UTC−03:00, P
Orașe importante: São Paulo, Buenos Aires, Montevideo
- Argentina[19]
- Brazilia[30], exceptând statele vestice Acre, Amazonas, Mato Grosso, Mato Grosso do Sul, Rondônia, Roraima și insulele maritime
- Chile
  - Regiunea Magallanes și Antarctica Chiliană[19][21]
- Franța[12]
  - Guiana Franceză
  - Saint Pierre și Miquelon
- Paraguay[35]
- Suriname[19]
- Regatul Unit
  - Insulele Falkland[36]
- Uruguay[19]

## UTC−02:00, O
- Brazilia
  - Fernando de Noronha[30]
- Danemarca
  - Groenlanda[32], exceptând zonele Danmarkshavn, Ittoqqortoormiit și Pituffik (Thule)
- Regatul Unit
  - Georgia de Sud și Insulele Sandwich de Sud

## UTC−01:00, N
- Capul Verde
- Danemarca
  - Groenlanda[32]
    - Ittoqqortoormiit și zona adiacentă
- Portugalia
  - Insulele Azore

## UTC±0, Z
Orașe importante: Londra, Dublin, Lisabona, Abidjan, Accra, Dakar
- Burkina Faso[37]
- Coasta de Fildeș[37]
- Danemarca
  - Groenlanda[32]
    - Danmarkshavn și zona adiacentă

  - Insulele Feroe[38]
- Gambia[37]
- Ghana[37]
- Guineea[37]
- Guinea-Bissau[37]
- Irlanda[39]
- Islanda[39]
- Liberia[37]
- Mali[37]
- Mauritania[37]
- Portugalia[39], inclusiv Madeira și excluzând Insulele Azore
- Regatul Unit[39], inclusiv Guernsey, Insula Man, Jersey și Sfânta Elena, Ascension și Tristan da Cunha
- São Tomé și Príncipe[37]
- Senegal[37]
- Sierra Leone[37]
- Spania
  - Insulele Canare[37]
- Togo[37]

## UTC+01:00, A
Orașe importante: Berlin, Roma, Stockholm, Paris, Madrid, Varșovia, Lagos, Kinshasa, Algiers, Casablanca
- Albania[40]
- Algeria[37]
- Andorra[40]
- Angola[37]
- Austria[40]
- Belgia[40]
- Benin[37]
- Bosnia și Herțegovina[40]
- Camerun[37]
- Cehia[40]
- Ciad[37]
- Croația[40]
- Danemarca[40]
- Elveția[40]
- Franța
  - Zona metropolitană[12]
- Gabon[37]
- Germania[40]
- Guineea Ecuatorială[37]
- Italia[40]
- Kosovo[40][b]
- Liechtenstein[40]
- Luxemburg[40]
- Macedonia de Nord[40]
- Malta[40]
- Maroc[37]
- Monaco[40]
- Muntenegru[40]
- Niger[37]
- Nigeria[37]
- Norvegia[40], inclusiv Svalbard și Jan Mayen)
- Polonia[40]
- Republica Centrafricană[37]
- Republica Congo[37]
- Republica Democratică Congo
  -     - Zona vestică, inclusiv Kinshasa[41]
- Sahara Occidentală[37][c]
- San Marino[40]
- Serbia[40]
- Slovacia[40]
- Slovenia[40]
- Spania[40], inclusiv Insulele Baleare[40], Ceuta și Melilla, dar excluzând Insulele Canare
- Suedia[40]
- Tunisia[37]
- Țările de Jos[40]
- Regatul Unit
  - Gibraltar
- Ungaria[40]
- Vatican

## UTC+02:00, B
Orașe importante: Atena, București, Cairo, Helsinki, Ierusalim, Johannesburg, Khartoum, Kiev, Riga, Sofia
- Africa de Sud, exceptând Insulele Prințului Edward)[37]
- Botswana[37]
- Bulgaria[40]
- Burundi[37]
- Cipru[40][42], inclusiv Ciprul de Nord
- Egipt[37]
- Estonia[40]
- Eswatini[37]
- Finlanda[40]
- Grecia[40]
- Israel
- Lesotho[37]
- Letonia[40]
- Liban
- Libia[43]
- Lituania[40]
- Malawi[37]
- Moldova[40], inclusiv Transnistria[d]
- Mozambic[37]
- Namibia[37]
- Palestina
- Regatul Unit
  - Akrotiri și Dhekelia
- Republica Democratică Congo[41]
  - Zona estică, inclusiv Lubumbashi și Mbuji-Mayi
- România[40]
- Rusia
  - Districtul Federal Nord-Vestic
    - Regiunea Kaliningrad[44]
- Rwanda[37]
- Sudan[37]
- Sudanul de Sud[45]
- Ucraina, exceptând Crimeea (teritoriu anexat de Rusia în 2014), regiunile Donețk, Herson, Lugansk și Zaporijjea (republici autoproclamate, anexate de Rusia în 2022)
- Zambia[37]
- Zimbabwe[37]

## UTC+03:00, C
Orașe importante: Moscova, Istanbul, Riad, Bagdad, Addis Ababa, Doha, Nairobi, Kuweit
- Africa de Sud[46]
  - Insulele Prințului Edward
- Arabia Saudită[47]
- Bahrain[47]
- Belarus[48]
- Comore
- Djibouti[37]
- Eritreea[37]
- Etiopia[37]
- Franța[12]
  - Teritoriile australe și antarctice franceze
    - Îles Éparses

  - Mayotte
- Georgia
  - Abhazia și Osetia de Sud[49] (republici autoproclamate cu recunoaștere limitată)
- Irak[47]
- Iordania[50]
- Kenya[37]
- Kuweit[47]
- Madagascar[46]
- Qatar[47]
- Rusia (Moscow Time)[44]
  - Districtul Federal Central
  - Districtul Federal Nord-Caucazian
  - Districtul Federal Nord-Vestic, exceptând Regiunea Kaliningrad
  - Districtul Federal Sudic, exceptând Regiunea Astrahan
  - Districtul Federal Volga, exceptând Regiunea Samara, Regiunea Saratov, Udmurtia, Regiunea Ulianovsk, Bașchiria, Regiunea Orenburg și Ținutul Perm
- Siria[50]
- Somalia[37]
- Tanzania[37]
- Turcia[47]
- Ucraina
  - Crimeea (teritoriu anexat de Rusia în 2014)
  - Regiunile Donețk, Herson, Lugansk și Zaporijjea (republici autoproclamate, anexate de Rusia în 2022)[51][52][53]
- Uganda[37]
- Yemen[47]

## UTC+03:30, C†
Orașe importante: Teheran
- Iran[47]

## UTC+04:00, D
Orașe importante: Dubai, Baku, Tbilisi, Erevan, Samara
- Armenia[47]
- Azerbaidjan[47]
- Emiratele Arabe Unite[47]
- Franța[12]
  - Réunion
  - Teritoriile australe și antarctice franceze
    - Insulele Crozet
- Georgia[54][55], exceptând Abhazia și Osetia de Sud[49]
- Mauritius
- Oman[47]
- Rusia (Samara Time)[44]
  - Districtul Federal Sudic
    - Regiunea Astrahan

  - Districtul Federal Volga
    - Regiunea Samara, Regiunea Saratov, Udmurtia și Regiunea Ulianovsk
- Seychelles

## UTC+04:30, D†
Orașe importante: Kabul
- Afganistan[47]

## UTC+05:00, E
Orașe importante: Karachi, Astana, Tașkent, Ekaterinburg
- Australia[46]
  - Insula Heard și Insulele McDonald
- Franța[12]
  - Teritoriile australe și antarctice franceze
    - Insula Amsterdam
    - Insula Saint-Paul
    - Insulele Kerguelen
- Kazahstan[56]
- Maldive
- Pakistan[47]
- Rusia (Yekaterinburg Time)[44]
  - Districtul Federal Ural
  - Districtul Federal Volga
    - Bașchiria, Regiunea Orenburg și Ținutul Perm
- Tadjikistan[47]
- Turkmenistan[47]
- Uzbekistan[47]

## UTC+05:30, E†
Orașe importante: Delhi, Mumbai, Colombo
- India[57][58]
- Sri Lanka[58][59]

## UTC+05:45, E*
Orașe importante: Kathmandu
- Nepal[60]

## UTC+06:00, F
Orașe importante: Dhaka, Omsk, Thimphu
- Bangladesh[57]
- Bhutan[57]
- Kârgâzstan[61]
- Regatul Unit
  - Teritoriul Britanic din Oceanul Indian
- Rusia (Omsk Time)[44]
  - Districtul Federal Siberian
    - Regiunea Omsk

## UTC+06:30, F†
Orașe importante: Yangon
- Australia
  - Insulele Cocos[62]
- Myanmar[57]

## UTC+07:00, G
Orașe importante: Jakarta, Ho Și Min, Bangkok, Krasnoiarsk
- Australia
  - Insula Crăciunului[63]
- Cambodgia[57]
- Indonezia[64][65]
  - Provinciile Kalimantanul Central și Kalimantanul de Vest, insulele Java și Sumatra
- Laos[57]
- Mongolia[66]
  - Partea vestică, inclusiv Hovd
- Rusia (Krasnoyarsk Time)
  - Districtul Federal Siberian
    - Hakasia[44]
    - Republica Altai[67]
    - Regiunea Kemerovo[44]
    - Regiunea Novosibirsk[67]
    - Regiunea Tomsk[67]
    - Tuva[44]
    - Ținutul Altai[67]
    - Ținutul Krasnoiarsk[44]
- Thailanda[57]
- Vietnam[57]

## UTC+08:00, H
Orașe importante: Shanghai, Taipei, Hong Kong, Kuala Lumpur, Singapore, Perth, Manila, Makassar, Irkuțk
- Australia[63]
  - Australia de Vest, exceptând Eucla
- Brunei[57]
- China[57]
  -  Hong Kong[57]
  -  Macao[57]
- Filipine[57]
- Indonezia[64][65]
  - Provinciile Kalimantanul de Est, Kalimantanul de Nord și Kalimantanul de Sud, insulele Sulawesi și Lesser Sunda
- Malaysia[68]
- Mongolia[69]
  - Partea estică, inclusiv Ulaanbaatar
- Rusia (Irkutsk Time)[44]
  - Districtul Federal Orientul Îndepărtat
    - Bureatia

  - Districtul Federal Siberian
    - Regiunea Irkuțk
- Singapore[70]
- Taiwan[57]

## UTC+08:45, H*
- Australia[63]
  - Australia de Vest
    - Eucla

## UTC+09:00, I
Orașe importante: Tokyo, Seul, Phenian, Jayapura
- Coreea de Nord[71]
- Coreea de Sud
- Indonezia[64][65]
  - Insulele Moluce, provinciile Papua, Papua de Vest, Papua Centrală, Papua Înaltă, Papua de Sud, Papua de Sud-Vest
- Japonia
- Palau[72]
- Rusia[67]
  - Districtul Federal Orientul Îndepărtat
    - Regiunea Amur, Republica Saha (partea vestică, zonele adiacente fluviului Lena), Ținutul Transbaikal[73]
- Timorul de Est

## UTC+09:30, I†
Orașe importante: Adelaide
- Australia[63]
  - Australia de Sud
  - New South Wales
    - Broken Hill

  - Teritoriul de Nord

## UTC+10:00, K
Orașe importante: Sydney, Melbourne, Brisbane, Port Moresby, Vladivostok
- Australia[63]
  - New South Wales, exceptând Broken Hill
  - Queensland
  - Tasmania
  - Teritoriul capitalei australiene
  - Victoria
- Papua Noua Guinee, exceptând Regiunea Autonomă Bougainville[74]
- Rusia (Vladivostok Time)[67]
  - Districtul Federal Orientul Îndepărtat 
    - Regiunea Autonomă Evreiască, Ținutul Habarovsk, Ținutul Primorie și Republica Saha (partea centrală, la est de meridianul 140°, raioanele Abî́iski, Alláihovski, Momski, Nijnekolî́mski și Srednekolî́mski)[75]
- Statele Federate ale Microneziei[72]
  - Partea vestică
- Statele Unite[72]
  - Guam
  - Insulele Mariane de Nord

## UTC+10:30, K†
- Australia
  - New South Wales
    - Insula Lord Howe[76]

## UTC+11:00, L
Orașe importante: Nouméa
- Australia
  - Insula Norfolk[77]
- Franța
  - Noua Caledonie[72]
- Insulele Solomon[72]
- Papua Noua Guinee
  - Regiunea Autonomă Bougainville[74]
- Rusia (Magadan Time)
  - Districtul Federal Orientul Îndepărtat [67]
    - Regiunea Magadan, Regiunea Sahalin și Republica Saha (partea estică: raioanele Oimeakónski, Ust-Eánski și Verhoiánski)[78]
- Statele Federate ale Microneziei
  - Partea estică[72]
- Vanuatu[72]

## UTC+12:00, M
Orașe importante: Auckland, Suva, Petropavlovsk-Kamceatski
- Fiji[79]
- Franța
  - Wallis și Futuna[79]
- Insulele Marshall[79]
- Kiribati
  - Insulele Gilbert[80]
- Nauru[79]
- Noua Zeelandă, exceptând Insulele Chatham)[81]
- Rusia (Kamchatka Time)[67]
  - Districtul Federal Orientul Îndepărtat
    - Districtul autonom Ciukotka și Ținutul Kamceatka
- Statele Unite
  - Insulele Minore Îndepărtate ale Statelor Unite
    - Insula Wake[79]
- Tuvalu[79]

## UTC+12:45, M*
- Noua Zeelandă
  - Insulele Chatham[81]

## UTC+13:00, M†
- Kiribati
  - Insulele Phoenix[80]
- Noua Zeelandă
  - Tokelau[82]
- Samoa
- Tonga

## UTC+14:00, M†
- Kiribati
  - Insulele Line[80]